# Tarentule
 (mars 2009).
Si vous disposez d'ouvrages ou d'articles de référence ou si vous connaissez des sites web de qualité traitant du thème abordé ici, merci de compléter l'article en donnant les références utiles à sa vérifiabilité et en les liant à la section « Notes et références ».
Pour les articles homonymes, voir Tarentule (homonymie).
Ne doit pas être confondue avec la mygale.

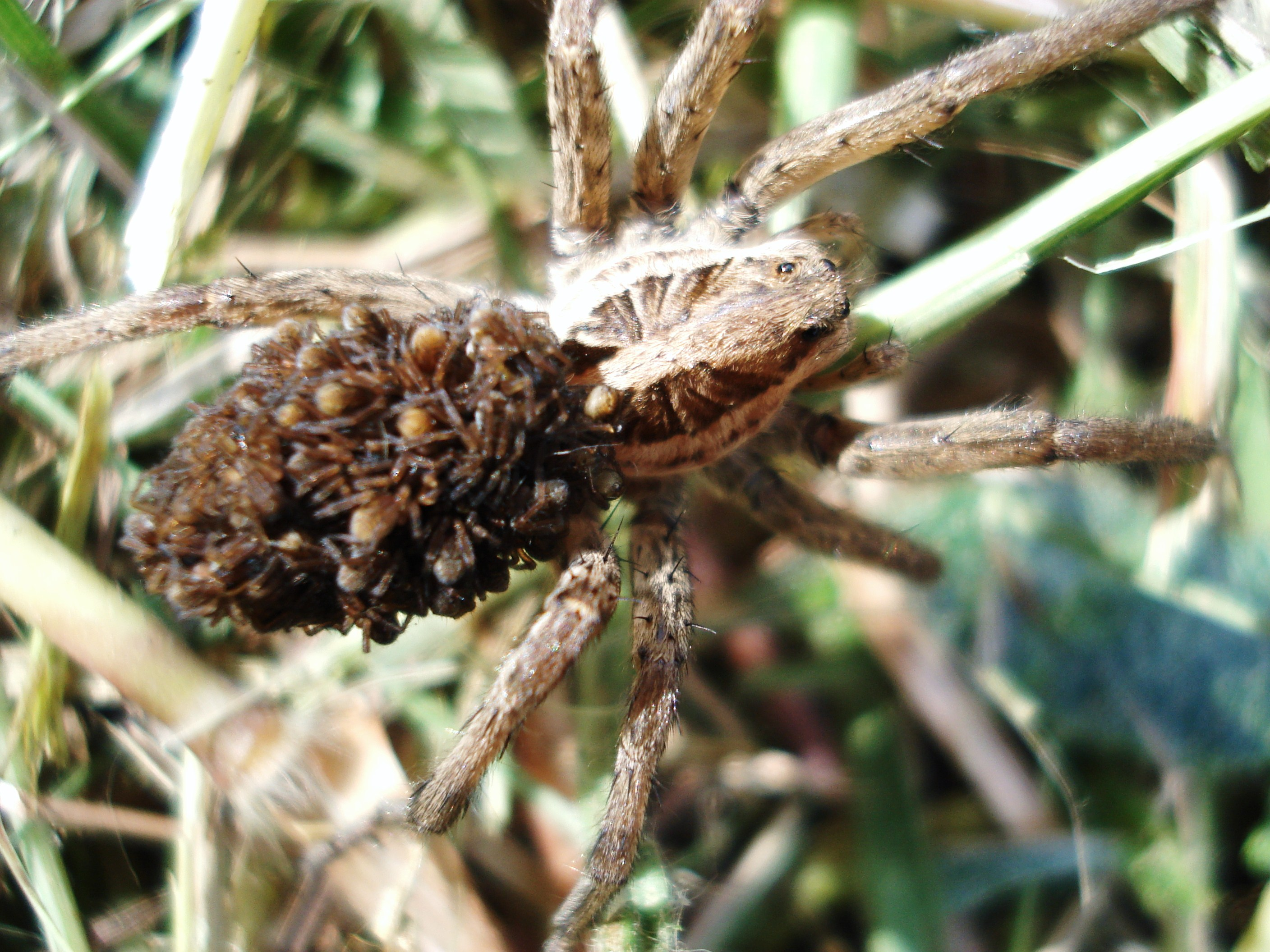
Une tarentule et ses petits.

Le mot tarentule désigne une araignée mythique de la province de Tarente en Italie, ou bien l'araignée Lycosa tarantula également originaire de cette région d'Italie.

## Tarentule et tarentelle
La Tarentule était supposée plonger sa victime dans un profond état de léthargie qui conduisait à la mort : le tarentisme ou tarentulisme. Le seul remède connu était d'organiser des danses très rapides, à laquelle participait tout le village de la victime, afin de dissiper les effets du venin. De là, la célèbre danse de la tarentelle trouve son origine traditionnelle. 
Linné a désigné Lycosa tarantula (Linnaeus 1758), appartenant à la famille des araignées-loups (Lycosidae), sous ce nom en raison de sa découverte dans la région de Tarente. Cette lycose est de grande taille (les femelles pouvant atteindre 3 cm), du moins pour une araignée, mais sa morsure ne paraît pas très dangereuse, juste un peu douloureuse. En tout cas, danser ne constitue certainement pas un remède à sa morsure. En réalité, les morsures de cette Lycoside sont un peu douloureuses mais ne provoquent pas le tarentisme. Les scientifiques ont étudié la faune de cette région et une seule araignée pourrait être en cause : Latrodectus tredecimguttatus, appelée Veuve noire méditerranéenne.
On analyse cette tradition aujourd'hui de la façon suivante  : au cours du XVIIe siècle, la religion interdisait la danse et la musique païenne. La construction d'une thérapie de groupe permettait de s'adonner à la fête en contournant les interdits.

## Faux amis
Les anglophones nomment tarantula les araignées que les francophones nomment mygale. Souvent, dans des livres de vulgarisation ou des documentaires audiovisuels, on voit le mot tarantula associé au mot de tarentule.
Il existe aussi un genre de geckos : Tarentola, dont une espèce est appelée Tarente.